# Claude Ballot-Léna

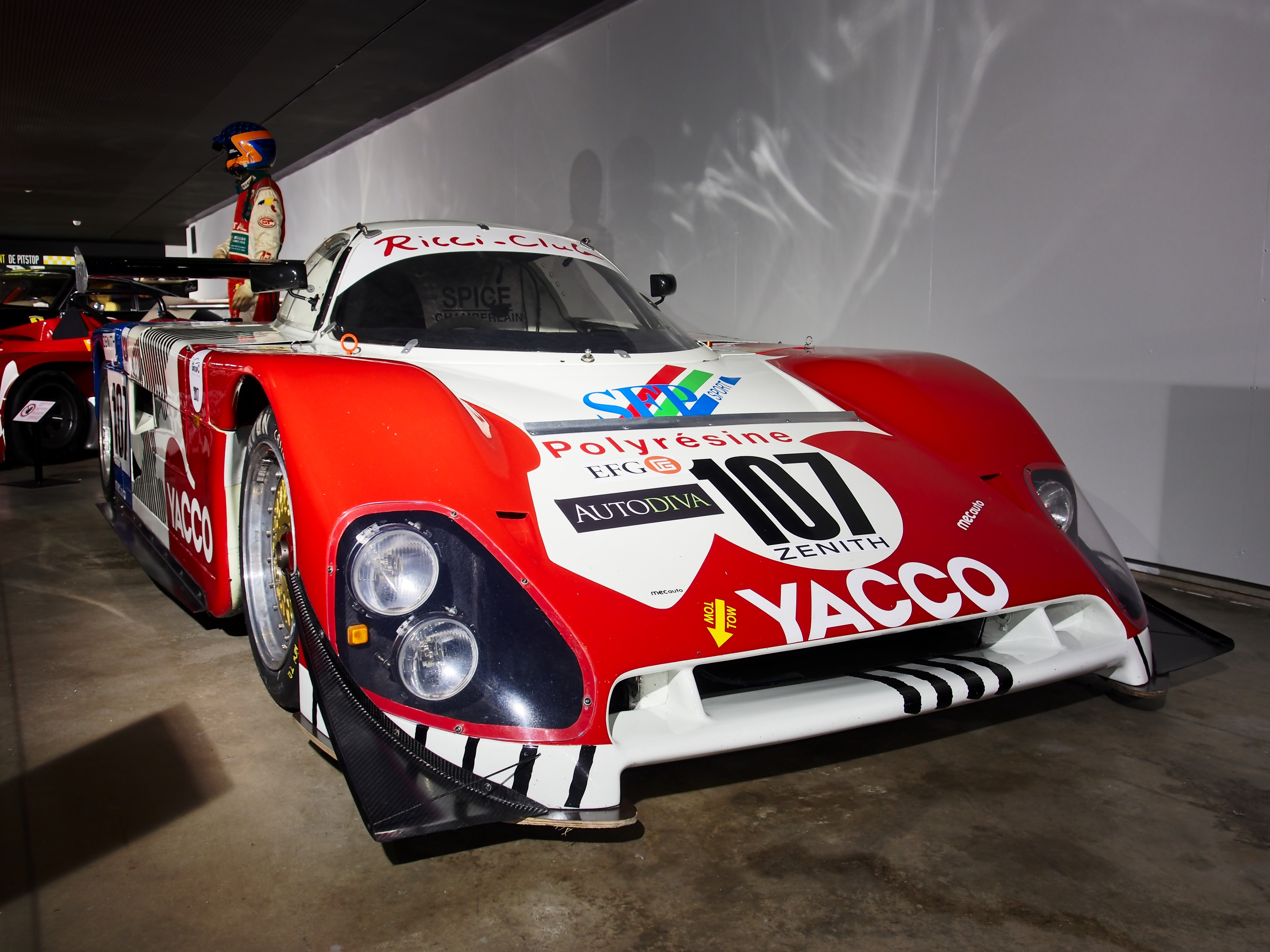
Der Spice SE88C mit dem Jean-Louis Ricci, Jean-Claude Andruet und Claude Ballot-Léna beim 24-Stunden-Rennen von Le Mans 1988 am Start waren

Claude Roger Léon Ballot-Léna (* 4. August 1936 in Paris; † 9. November 1999 in Garches) war ein französischer Automobilrennfahrer.

## Karriere
„Ich gehöre hier schon zum Inventar wie ein alter Werkzeugkasten“, sagte Claude Ballot-Léna 1989 in einem Interview, als er zum dreiundzwanzigsten Mal nach Le Mans kam, um das 24-Stunden-Rennen zu bestreiten.
Der ehemalige Boxer, Tennisspieler und Radfahrer bewies in über 30 Jahren seine Vielseitigkeit im Motorsport. Erste Erfahrungen sammelte er in den frühen 1960er-Jahren bei kleinen Rallyes und Bergrennen in der französischen Provinz. Der großgewachsene und bullige Franzose versuchte sich auch kurz im Monoposto und wurde Mitte der 1960er-Jahre im Sportwagensport heimisch. Viermal – 1972, 1974, 1975 und 1976 – gewann er die französische GT-Meisterschaft und 1973 auch die Europameisterschaft.
Seine größten Erfolge feierte er im Langstreckensport. 1969 gewann er gemeinsam mit seinem langjährigen Partner Guy Chasseuil das 24-Stunden-Rennen von Spa-Francorchamps auf einem Porsche 911. 1983 sicherte er sich gemeinsam mit Bob Wollek, A. J. Foyt und Preston Henn auf einem Porsche 935 den Gesamtsieg beim 24-Stunden-Rennen von Daytona. In Le Mans waren nur seine beiden Landsleute Henri Pescarolo und Bob Wollek sowie der Japaner Yōjirō Terada öfter am Start als er. 1977 schaffte er dort mit Peter Gregg im Porsche 935 mit dem dritten Gesamtrang seine einzige Podiumsplatzierung. Ballot-Léna stand in seiner Karriere 154-mal auf dem Podium der ersten Drei und sicherte sich 71 Gesamt- und Klassensiege bei den unterschiedlichsten Rennveranstaltungen.
Lange Jahre fuhr er Rennen in der IMSA-GTP-Serie in den USA, mit gelegentlichen Ausflügen in die NASCAR, wo er auch beim Daytona 500 am Start war. Wenige Monate vor seinem Tod – er starb im November 1999 an einer langen unheilbaren Krankheit – gab er der französischen Zeitschrift Auto Hebdo ein Interview und blickte auf seine Karriere zurück. „Wenn ich heute Bilanz ziehe, so bereue ich nichts. Ich habe mich nie für einen Überflieger gehalten. Mit den Mitteln, die mir zur Verfügung standen, habe ich eine ordentliche Karriere hinter mir. Mir reicht es, wenn die Leute später einmal auf die Frage, wer war Ballot-Léna, ganz einfach antworten: Das war ein Rennfahrer.“

## Statistik

### Le-Mans-Ergebnisse
| Jahr | Team                          | Fahrzeug            | Teamkollege         | Teamkollege          | Platzierung             | Ausfallgrund       |
| ---- | ----------------------------- | ------------------- | ------------------- | -------------------- | ----------------------- | ------------------ |
| 1966 | Jean-Louis Marnat & Cie       | Marcos Mini GT2+2   | Jean-Louis Marnat   |                      | Rang 15                 |                    |
| 1967 | S.E.C. Automobiles CD         | CD SP66C            | Denis Dayan         |                      | Ausfall                 | Motorschaden       |
| 1968 | Auguste Veuillet              | Porsche 911T        | Guy Chasseuil       |                      | Ausfall                 | Motorschaden       |
| 1969 | Auguste Veuillet              | Porsche 911T        | Guy Chasseuil       |                      | Rang 11                 |                    |
| 1970 | Établissement Sonauto         | Porsche 914/6 GT    | Guy Chasseuil       |                      | Rang 6 und Klassensieg  |                    |
| 1971 | Auguste Veuillet              | Porsche 908/02      | Guy Chasseuil       |                      | Ausfall                 | Unfall             |
| 1972 | Charles Pozzi                 | Ferrari 365GTB/4    | Jean-Claude Andruet |                      | Rang 5 und Klassensieg  |                    |
| 1973 | Automobiles Charles Pozzi     | Ferrari 365GTB/4    | Vic Elford          |                      | Rang 6 und Klassensieg  |                    |
| 1974 | Robert Buchet                 | Porsche Carrera RSR | Vic Elford          |                      | Ausfall                 | Benzineinspritzung |
| 1975 | Ecurié Robert Buchet          | Porsche Carrera RSR | Jacques Bienvenue   |                      | Rang 8                  |                    |
| 1976 | Ecurie Batteries-Piles TS     | WM P76              | Guy Chasseuil       | Xavier Mathiot       | Ausfall                 | Defekt am Kühler   |
| 1977 | JMS Racing Team               | Porsche 935         | Peter Gregg         |                      | Rang 3 und Klassensieg  |                    |
| 1978 | Pozzi-Thompson JMS Racing     | Ferrari 512BB       | Jean-Louis Lafosse  |                      | Ausfall                 | Kraftübertragung   |
| 1979 | JMS Racing Charles Pozzi      | Ferrari 512BB LM    | Peter Gregg         | Michel Leclère       | Ausfall                 | Unfall             |
| 1980 | JMS Racing Charles Pozzi      | Ferrari 512BB       | Jean-Claude Andruet |                      | Ausfall                 | Motorschaden       |
| 1981 | Charles Pozzi                 | Ferrari 512BB LM    | Jean-Claude Andruet | Hervé Regout         | Rang 5 und Klassensieg  |                    |
| 1982 | Charles Pozzi                 | Ferrari 512BB       | Jean-Claude Andruet |                      | Ausfall                 | Motorschaden       |
| 1983 | Preston Henn T-Bird Swap Shop | Porsche 956         | Preston Henn        | Jean-Louis Schlesser | Rang 10                 |                    |
| 1984 | Jaguar Group 44               | Jaguar XJR-5        | Tony Adamowicz      | John Watson          | Ausfall                 | Unfall             |
| 1985 | Jaguar Group 44               | Jaguar XJR-5        | Bob Tullius         | Chip Robinson        | Rang 13 und Klassensieg |                    |
| 1986 | Porsche AG                    | Porsche 961         | René Metge          |                      | Rang 7 und Klassensieg  |                    |
| 1988 | Chamberlain Engineering       | Spice Fiero SE88C   | Jean-Claude Andruet | Jean-Louis Ricci     | Ausfall                 | Motorschaden       |
| 1989 | Joest Racing                  | Porsche 962C        | Henri Pescarolo     | Jean-Louis Ricci     | Rang 6                  |                    |

### Sebring-Ergebnisse
| Jahr | Team                   | Fahrzeug       | Teamkollege         | Teamkollege      | Platzierung | Ausfallgrund |
| ---- | ---------------------- | -------------- | ------------------- | ---------------- | ----------- | ------------ |
| 1984 | Bayside – Löwenbrau    | Porsche 935/80 | Hurley Haywood      | Al Holbert       | Ausfall     | Motorschaden |
| 1986 | Group 44               | Jaguar XJR-7   | Chip Robinson       | Bob Tullius      | Ausfall     | Ölpumpe      |
| 1988 | Whitehall Rockensports | Spice SE88P    | Skeeter McKitterick | Jean-Louis Ricci | Ausfall     | Zündung      |

### Einzelergebnisse in der Sportwagen-Weltmeisterschaft
| Saison | Team                                              | Rennwagen                                          | 1   | 2   | 3   | 4   | 5   | 6   | 7   | 8   | 9   | 10  | 11  | 12  | 13  | 14  | 15  | 16  | 17  | 18  | 19  | 20  | 21  | 22  |
| ------ | ------------------------------------------------- | -------------------------------------------------- | --- | --- | --- | --- | --- | --- | --- | --- | --- | --- | --- | --- | --- | --- | --- | --- | --- | --- | --- | --- | --- | --- |
| 1963   |                                                   | Alpine A110                                        | DAY | SEB | SEB | TAR | SPA | MAI | NÜR | CON | ROS | LEM | MON | WIS | TAV | FRE | CCE | RTT | OVI | NÜR | MON | MON | TDF | BRI |
| 1963   |                                                   | Alpine A110                                        |     |     |     |     |     |     |     |     |     |     |     |     |     |     |     |     |     | 30  |     |     |     |     |
| 1964   | Leman Moloff                                      | Fiat-Abarth 850 Abarth-Simca 1300 Bialbero         | DAY | SEB | TAR | MON | SPA | CON | NÜR | ROS | LEM | REI | FRE | CCE | RTT | SIM | NÜR | MON | TDF | BRI | BRI | PAR |     |     |
| 1964   | Leman Moloff                                      | Fiat-Abarth 850 Abarth-Simca 1300 Bialbero         |     |     |     |     |     |     |     |     |     |     |     |     |     |     |     |     | DNF |     |     | 19  |     |     |
| 1966   | Jean-Louis Marnat                                 | Marcos Mini GT                                     | DAY | SEB | MON | TAR | SPA | NÜR | LEM | MUG | CCE | HOK | SIM | NÜR | ZEL |     |     |     |     |     |     |     |     |     |
| 1966   | Jean-Louis Marnat                                 | Marcos Mini GT                                     |     |     |     | 15  |     |     |     |     |     |     |     |     |     |     |     |     |     |     |     |     |     |     |
| 1967   | Scuderia Filipinetti Charles Deutsch              | Ford GT40 CD SP66                                  | DAY | SEB | MON | SPA | TAR | NÜR | LEM | HOK | MUG | BRH | CCE | ZEL | OVI | NÜR |     |     |     |     |     |     |     |     |
| 1967   | Scuderia Filipinetti Charles Deutsch              | Ford GT40 CD SP66                                  |     |     | DNF |     |     |     | DNF |     |     |     |     |     |     |     |     |     |     |     |     |     |     |     |
| 1968   | Auguste Veuillet                                  | Porsche 911                                        | DAY | SEB | BRH | MON | TAR | NÜR | SPA | WAT | ZEL | LEM |     |     |     |     |     |     |     |     |     |     |     |     |
| 1968   | Auguste Veuillet                                  | Porsche 911                                        |     |     |     |     |     |     | DNF |     |     |     |     |     |     |     |     |     |     |     |     |     |     |     |
| 1969   | Auguste Veuillet                                  | Porsche 911                                        | DAY | SEB | BRH | MON | TAR | SPA | NÜR | LEM | WAT | ZEL |     |     |     |     |     |     |     |     |     |     |     |     |
| 1969   | Auguste Veuillet                                  | Porsche 911                                        |     |     |     |     | 11  |     |     |     |     |     |     |     |     |     |     |     |     |     |     |     |     |     |
| 1970   | Sonauto                                           | Porsche 914                                        | DAY | SEB | BRH | MON | TAR | SPA | NÜR | LEM | WAT | ZEL |     |     |     |     |     |     |     |     |     |     |     |     |
| 1970   | Sonauto                                           | Porsche 914                                        |     |     |     |     | 6   |     |     |     |     |     |     |     |     |     |     |     |     |     |     |     |     |     |
| 1971   | Claude Ballot-Léna Auguste Veuillet               | Porsche 908                                        | BUA | DAY | SEB | BRH | MON | SPA | TAR | NÜR | LEM | ZEL | WAT |     |     |     |     |     |     |     |     |     |     |     |
| 1971   | Claude Ballot-Léna Auguste Veuillet               | Porsche 908                                        |     |     |     |     |     | 5   |     | 7   | DNF |     |     |     |     |     |     |     |     |     |     |     |     |     |
| 1972   | Charles Pozzi                                     | Ferrari 365 GTB/4                                  | BUA | DAY | SEB | BRH | MON | SPA | TAR | NÜR | LEM | ZEL | WAT |     |     |     |     |     |     |     |     |     |     |     |
| 1972   | Charles Pozzi                                     | Ferrari 365 GTB/4                                  |     |     |     |     |     | DNF |     |     | 5   |     |     |     |     |     |     |     |     |     |     |     |     |     |
| 1973   | NART Charles Pozzi                                | Ferrari 365 GTB/4                                  | DAY | VAL | DIJ | MON | SPA | TAR | NÜR | LEM | ZEL | WAT |     |     |     |     |     |     |     |     |     |     |     |     |
| 1973   | NART Charles Pozzi                                | Ferrari 365 GTB/4                                  | DNF |     |     |     |     |     |     | 6   |     |     |     |     |     |     |     |     |     |     |     |     |     |     |
| 1974   | Porsche Club Romand Robert Buchet Ennio Bonomelli | Porsche Carrera RSR Porsche 911                    | MON | SPA | NÜR | IMO | LEM | ZEL | WAT | LEC | BRH | KYA |     |     |     |     |     |     |     |     |     |     |     |     |
| 1974   | Porsche Club Romand Robert Buchet Ennio Bonomelli | Porsche Carrera RSR Porsche 911                    |     | 7   | 13  | DNF | DNF | DNF |     | DNF |     |     |     |     |     |     |     |     |     |     |     |     |     |     |
| 1975   | NART Robert Buchet Gelo Racing                    | Ferrari 365 GTB/4 Porsche Carrera RSR              | DAY | MUG | DIJ | MON | SPA | PER | NÜR | ZEL | WAT |     |     |     |     |     |     |     |     |     |     |     |     |     |
| 1975   | NART Robert Buchet Gelo Racing                    | Ferrari 365 GTB/4 Porsche Carrera RSR              | 28  |     | 8   |     | 5   |     | 11  |     |     |     |     |     |     |     |     |     |     |     |     |     |     |     |
| 1976   | Henri Cachia                                      | Porsche 934                                        | MUG | VAL | NÜR | MON | SIL | IMO | NÜR | ZEL | PER | WAT | MOS | DIJ | DIJ | SAL |     |     |     |     |     |     |     |     |
| 1976   | Henri Cachia                                      | Porsche 934                                        |     |     |     |     |     |     |     |     | 11  |     |     |     |     |     |     |     |     |     |     |     |     |     |
| 1977   | Holbert Racing ASA Cachia JMS Racing              | Chevrolet Monza Porsche 934 Porsche 935            | DAY | MUG | DIJ | MON | SIL | NÜR | VAL | PER | WAT | EST | LEC | MOS | IMO | SAL | BRH | HOK | VAL |     |     |     |     |     |
| 1977   | Holbert Racing ASA Cachia JMS Racing              | Chevrolet Monza Porsche 934 Porsche 935            | 33  |     |     |     | 13  |     |     |     | 6   |     |     |     |     |     |     | 2   |     |     |     |     |     |     |
| 1978   | Brumos Porsche ASA Cachia JMS Racing Tom Waugh    | Porsche 935 Ferrari 512 BB Porsche 911 AMC Gremlin | DAY | SEB | MUG | TAL | DIJ | SIL | NÜR | LEM | MIS | DAY | WAT | VAL | ROD |     |     |     |     |     |     |     |     |     |
| 1978   | Brumos Porsche ASA Cachia JMS Racing Tom Waugh    | Porsche 935 Ferrari 512 BB Porsche 911 AMC Gremlin | 9   |     | 15  |     | 5   |     |     | DNF |     | DNF |     | DNF |     |     |     |     |     |     |     |     |     |     |
| 1979   | JMS Racing Jean-Marc Smadja                       | Ferrari 512 BB BMW 530i                            | DAY | SEB | MUG | TAL | DIJ | RIV | SIL | NÜR | LEM | PER | DAY | WAT | SPA | BRH | ROA | VAL | ELS |     |     |     |     |     |
| 1979   | JMS Racing Jean-Marc Smadja                       | Ferrari 512 BB BMW 530i                            | 53  |     |     |     |     |     |     |     | DNF |     |     |     | DNF |     |     |     |     |     |     |     |     |     |
| 1980   | Racing Associates JMS Racing                      | Porsche 935 Ferrari 512 BB BMW 530i                | DAY | BRH | SEB | MUG | MON | RIV | SIL | NÜR | LEM | DAY | WAT | SPA | MOS | ROA | VAL | DIJ |     |     |     |     |     |     |
| 1980   | Racing Associates JMS Racing                      | Porsche 935 Ferrari 512 BB BMW 530i                | 48  |     |     |     |     |     |     |     | DNF |     |     | 3   |     |     |     |     |     |     |     |     |     |     |
| 1981   | Charles Pozzi JMSRT                               | Ferrari 512 BB BMW 530i                            | DAY | SEB | MUG | MON | RIV | SIL | NÜR | LEM | PER | DAY | WAT | SPA | MOS | ROA | BRH |     |     |     |     |     |     |     |
| 1981   | Charles Pozzi JMSRT                               | Ferrari 512 BB BMW 530i                            |     |     |     |     |     |     |     | 5   |     |     |     | DNF |     |     |     |     |     |     |     |     |     |     |
| 1982   | Charles Pozzi                                     | Ferrari 512 BB                                     | MON | SIL | NÜR | LEM | SPA | MUG | FUJ | BRH |     |     |     |     |     |     |     |     |     |     |     |     |     |     |
| 1982   | Charles Pozzi                                     | Ferrari 512 BB                                     | DNF |     |     |     |     |     |     |     |     |     |     |     |     |     |     |     |     |     |     |     |     |     |
| 1983   | Preston Henn                                      | Porsche 956                                        | MON | SIL | NÜR | LEM | SPA | FUJ | KYA |     |     |     |     |     |     |     |     |     |     |     |     |     |     |     |
| 1983   | Preston Henn                                      | Porsche 956                                        | 10  |     |     |     |     |     |     |     |     |     |     |     |     |     |     |     |     |     |     |     |     |     |
| 1984   | Jaguar Group 44                                   | Jaguar XJR-5                                       | MON | SIL | LEM | NÜR | BRH | MOS | SPA | IMO | FUJ | KYA | SAN |     |     |     |     |     |     |     |     |     |     |     |
| 1984   | Jaguar Group 44                                   | Jaguar XJR-5                                       | DNF |     |     |     |     |     |     |     |     |     |     |     |     |     |     |     |     |     |     |     |     |     |
| 1985   | Jaguar Group 44                                   | Jaguar XJR-5                                       | MUG | MON | SIL | LEM | HOK | MOS | SPA | BRH | FUJ | SEL |     |     |     |     |     |     |     |     |     |     |     |     |
| 1985   | Jaguar Group 44                                   | Jaguar XJR-5                                       | 13  |     |     |     |     |     |     |     |     |     |     |     |     |     |     |     |     |     |     |     |     |     |
| 1986   | Porsche                                           | Porsche 961                                        | MON | SIL | LEM | NÜN | BRH | JER | NÜR | SPA | FUJ |     |     |     |     |     |     |     |     |     |     |     |     |     |
| 1986   | Porsche                                           | Porsche 961                                        | 7   |     |     |     |     |     |     |     |     |     |     |     |     |     |     |     |     |     |     |     |     |     |
| 1988   | Chamberlain                                       | Spice SE88C                                        | JER | JAR | MON | SIL | LEM | BRÜ | BRH | NÜR | SPA | FUJ | SAN |     |     |     |     |     |     |     |     |     |     |     |
| 1988   | Chamberlain                                       | Spice SE88C                                        | 10  | 10  | 11  | 12  | DNF | DNF | 8   | DNF | 16  | DNF | DNF |     |     |     |     |     |     |     |     |     |     |     |
| 1989   | Joest Racing France Prototeam                     | Porsche 962 Spice SE88C                            | SUZ | DIJ | JAR | BRH | NÜR | DON | SPA | MEX |     |     |     |     |     |     |     |     |     |     |     |     |     |     |
| 1989   | Joest Racing France Prototeam                     | Porsche 962 Spice SE88C                            | DNF | 7   | 14  | 15  | 19  | DNF | DNF |     |     |     |     |     |     |     |     |     |     |     |     |     |     |     |